# Gamma Doradus
Gamma Doradus (γ Doradus / γ Dor) è una stella della costellazione del Dorado, la terza più luminosa dopo α Doradus e β Doradus, distante circa 66 anni luce. È il prototipo della classe di stelle variabili definite Variabili Gamma Doradus.

## Osservazione
La sua posizione è fortemente australe e ciò comporta che la stella sia osservabile prevalentemente dall'emisfero sud, dove si presenta circumpolare anche da gran parte delle regioni temperate; dall'emisfero nord la sua visibilità è invece limitata alle regioni temperate meridionali e alla fascia tropicale. Nonostante la sua natura di variabile, questa stella è sufficientemente luminosa da poter essere individuata facilmente sotto un cielo moderatamente libero dagli effetti dell'inquinamento luminoso.
Il periodo migliore per la sua osservazione nel cielo serale ricade nei mesi compresi fra fine ottobre e aprile; nell'emisfero sud è visibile anche per un periodo maggiore, grazie alla declinazione australe della stella, mentre nell'emisfero nord può essere osservata in particolare durante i mesi dell'estate boreale.

## Caratteristiche fisiche
Gamma Doradus è una stella bianco-gialla di sequenza principale di tipo spettrale F1 V, ma talvolta classificata anche come F0 e F5 V.
La temperatura superficiale misura circa 7000 K, mentre la luminosità è pari a circa 6-7 volte quella del Sole: dalle stime di temperatura e luminosità, si possono ricavare la massa, che è 1,6 volte quella della nostra stella e il raggio, che equivale a circa 1,7 volte quello solare.
È una stella variabile, che varia da +4,27 a +4,23, in un periodo che varia anch'esso da 17,5 ore a 18,1 ore.